# Skårup
Skårup is een plaats in de Deense regio Zuid-Denemarken, en een deelgemeente van Svendborg. De plaats telt 1579 inwoners (2008).